# Dactylopusia rostrata
Dactylopusia rostrata is een eenoogkreeftjessoort uit de familie van de Dactylopusiidae. De wetenschappelijke naam van de soort is voor het eerst geldig gepubliceerd in 1904 door Scott T..